# اچ‌ام‌اس اسیستنس (۱۷۸۱)
اچ‌ام‌اس اسیستنس (۱۷۸۱) (به انگلیسی: HMS Assistance (1781)) یک کشتی بود که طول آن ۱۴۵ فوت ۱ اینچ (۴۴٫۲ متر) بود. این کشتی در سال ۱۷۸۱ ساخته شد.